# Saint-Léopardin-d'Augy
 Saint-Léopardin-d'Augy  es una población y comuna francesa, situada en la región de Auvernia, departamento de Allier, en el distrito de Moulins y cantón de Lurcy-Lévis.

## Demografía
| 629                                                                                         | 590 | 504 | 436 | 345 | 328 | 385 |
| (Fuente: INSEE-fr https://ville-data.com/nombre-d-habitants/Saint-Leopardin-d-Augy-3-03241) |     |     |     |     |     |     |